# Selezioni giovanili della nazionale maschile di pallacanestro della Francia
Le selezioni giovanili della nazionale di pallacanestro della Francia sono gestite dalla Federazione cestistica della Francia e partecipano ai tornei cestistici internazionali per squadre nazionali, limitatamente a specifiche classi d'età.

## Universitaria
Rappresenta la selezione dei migliori atleti universitari della nazionale francese.

### Partecipazioni
- 1963 - 4°
- 1965 - 4°
- 1970 - 16°
- 2015 - 5°

### Formazioni
Francia universitaria - Pallacanestro alla XXVIII Universiade - Torneo maschile4 Konaté, 5 Julien, 6 Ouattara, 7 Harley, 8 Bourdillon, 9 Mutuale, 10 Fall, 11 Howard, 12 Poirier, 13 Labanca, 14 Morin, 15 Yeguete,        All. Pascal Donnadieu

## Under-21
Rappresenta i migliori giocatori di nazionalità francese di età non superiore ai 21 anni. Partecipa a tutte le manifestazioni internazionali giovanili di pallacanestro per nazioni gestite dalla FIBA.

### Partecipazioni
Mondiali Under-21
- 1993 -  2º

### Formazioni
Francia under 22 - Campionato mondiale maschile di pallacanestro Under-22 19934 Fauthoux, 5 N'Diaye, 6 Ade-Mensah, 7 Sciarra, 8 Dumas, 9 Percevaut, 10 Risacher, 11 Bonato, 12 Sétier, 13 Bernard, 14 Becchetti, 15 Mériguet,        All. Gaétan Le Brigant

## Under-20
Rappresenta i migliori giocatori di nazionalità francese di età non superiore ai 20 anni. Partecipa a tutte le manifestazioni internazionali giovanili di pallacanestro per nazioni gestite dalla FIBA.
Nel corso degli anni questa selezione ha subito alcuni cambiamenti nel nome, dovuti agli adeguamenti nelle normative della FIBA in fatto di classificazione delle categorie giovanili.
Agli inizi la denominazione originaria era Nazionale Juniores, in quanto la FIBA classificava le fasce di età sotto i 22 anni con la denominazione "juniores". In seguito, denominazione e fasce di età sono state equiparate, divenendo Nazionale Under 22. Dal 2000, la FIBA ha modificato nuovamente il tutto, equiparando sotto la dicitura "under 20" sia denominazione che fasce di età. Da allora la selezione ha preso il nome attuale.

### Partecipazioni
FIBA EuroBasket Under-20
- 1992 -  3º
- 1994 - 11°
- 1996 - 11º
- 1998 - 5°
- 2000 - 8°

- 2002 -  3º
- 2005 - 6º
- 2006 - 6°
- 2007 - 9°
- 2008 - 7°

- 2009 -  2º
- 2010 -  1º
- 2011 -  3º
- 2012 -  2º
- 2013 - 9°

- 2014 - 8°
- 2015 - 4°
- 2016 - 13°
- 2017 -  3º
- 2018 - 4°

- 2019 - 4°
- 2022 - 5°
- 2023 -  1º
- 2024 -  1º
- 2025 -  3º

### Formazioni
Francia under 22 - Campionato europeo maschile di pallacanestro Under-22 19924 Hamm, 5 Vérove, 6 Lion, 7 Dumas, 8 Bonato, 9 Racine, 10 Bialski, 11 Becchetti, 12 Bogaert, 13 Percevaut, 14 N'Diaye, 15 Coqueran,        All. Gaétan Le Brigant
 Francia under 22 - Campionato europeo maschile di pallacanestro Under-22 19944 Fauthoux, 5 Lafargue, 6 Micoud, 7 Sciarra, 8 Caulet, 9 Dioumassi, 10 Frigout, 11 Bellony, 12 Tchiloemba, 13 Saint Jean, 14 Lesmond, 15 Croix,        All. Stéphane Pinault
 Francia under 22 - Campionato europeo maschile di pallacanestro Under-22 19964 Kraidy, 5 Perrier-David, 6 Cavelier, 7 Julian, 8 Mériguet, 9 Digbeu, 10 Ouldyassia, 11 Florenson, 12 Laure, 13 Dubos, 14 Koenig, 15 Weis,        All. Stéphane Pinault
 Francia under 22 - Campionato europeo maschile di pallacanestro Under-22 19984 Zadro, 5 Jeanneau, 6 Pons, 7 Gomis, 8 Rupert, 9 Dumas, 10 Dubos, 11 Souchu, 12 Laure, 13 Moïso, 14 Giffa, 15 Evtimov,        All. Stéphane Pinault
 Francia under 20 - Campionato europeo maschile di pallacanestro Under-20 20004 Brochard, 5 Fellah, 6 Diaw, 7 Dubiez, 8 Marquis, 9 Devehat, 10 Ferchaud, 11 Gautier, 12 Delval, 13 Brun, 14 Amet, 15 Vebode,        All. Laurent Contardi
 Francia under 20 - Campionato europeo maschile di pallacanestro Under-20 20024 Tillon, 5 Diawara, 6 Piétrus, 7 Doreau, 8 Nijean, 9 Turiaf, 10 Chelle, 11 Yango, 12 Mouillard, 13 Diaw, 14 Evtimov, 15 Szaszczak,        All. Richard Billant
 Francia under 20 - Campionato europeo maschile di pallacanestro Under-20 20054 Parker, 5 Amagou, 6 Larrouquis, 7 Plateau, 8 Mipoka, 9 Bokolo, 10 Marco, 11 Cissé, 12 Corre, 13 Aka, 14 Ben Driss, 15 Mahinmi,        All. Jacques Commères
 Francia under 20 - Campionato europeo maschile di pallacanestro Under-20 20064 Pellin, 5 Gillet, 6 Ipouck, 7 Cissé, 8 Mokongo, 9 Taccoen, 10 Curti, 11 Florimont, 12 Bach, 13 Blanque, 14 Bestron, 15 Kahudi,        All. Philippe Ory
 Francia under 20 - Campionato europeo maschile di pallacanestro Under-20 20074 Cel, 5 Judith, 6 de Colo, 7 Le Pellec, 8 Sy, 9 Cheriet, 10 Curti, 11 Causeur, 12 Koma, 13 Salmon, 14 Jonckheere, 15 Kolb,        All. Michel Gomez
 Francia under 20 - Campionato europeo maschile di pallacanestro Under-20 20084 Eito, 5 Heurtel, 6 Diot, 7 M'Baye, 8 Jomby, 9 Houmounou, 10 Casseus, 11 Jackson, 12 Séraphin, 13 Tillie, 14 Vaty, 15 Moerman,        All. Richard Billant
 Francia under 20 - Campionato europeo maschile di pallacanestro Under-20 20094 Ona Embo, 5 Heurtel, 6 Diot, 7 Sambe, 8 M'Baye, 9 Raposo, 10 Gomis, 11 Jackson, 12 Camara, 13 Séraphin, 14 Tortosa, 15 Da Silveira,        All. Jean-Aimé Toupane
 Francia under 20 - Campionato europeo maschile di pallacanestro Under-20 20104 Rousselle, 5 Aboudou, 6 Albicy, 7 Courby, 8 Lacombe, 9 Lang, 10 Tanghe, 11 Gavrilovic, 12 Léonard, 13 Ramassamy, 14 Prénom, 15 Kahudi,        All. Jean-Aimé Toupane
 Francia under 20 - Campionato europeo maschile di pallacanestro Under-20 20114 Léon, 5 Mendy, 6 Toupane, 7 Hillotte, 8 Lebrun, 9 Westermann, 10 Fournier, 11 Gobert, 12 Yeguete, 13 Kahudi, 14 Prénom, 15 Lauvergne,        All. Jean-Aimé Toupane
 Francia under 20 - Campionato europeo maschile di pallacanestro Under-20 20124 Thalien, 5 Julien, 6 Toupane, 7 Labeyrie, 8 Jean-Charles, 9 Westermann, 10 Invernizzi, 11 Pelos, 12 Kurtić, 13 Gobert, 14 Pinda, 15 Pourchot,        All. Jean-Aimé Toupane
 Francia under 20 - Campionato europeo maschile di pallacanestro Under-20 20134 Turpin, 5 Harley, 6 Chassang, 7 Howard, 8 Jean-Charles, 9 Maille, 10 Invernizzi, 11 John, 12 Dallo, 13 Kozan, 14 Jaiteh, 15 Poirier,        All. Jean-Aimé Toupane
 Francia under 20 - Campionato europeo maschile di pallacanestro Under-20 20144 Rozenfeld, 5 Lessort, 6 Sene, 7 Pontens, 8 Labanca, 9 Bouteille, 10 Luwawu-Cabarrot, 11 Chassang, 12 Dallo, 13 Biog, 14 Jaiteh, 15 Yabusele,        All. Jean-Aimé Toupane
 Francia under 20 - Campionato europeo maschile di pallacanestro Under-20 20154 Rozenfeld, 5 Sidibé, 6 Dussoulier, 7 Carne, 8 Duwiquet, 9 Bouteille, 10 Luwawu-Cabarrot, 11 Galliou, 12 Cornelie, 13 Lessort, 14 Kaba, 15 Yabusele,        All. Jean-Aimé Toupane
 Francia under 20 - Campionato europeo maschile di pallacanestro Under-20 20164 Cavalière, 5 Carne, 6 Cortale, 7 Dally, 8 Dussoulier, 9 Denis, 10 Michel, 11 Francisco, 12 Noua, 13 Okobo, 14 Eliezer-Vanerot, 15 Brun,        All. Jean-Aimé Toupane
 Francia under 20 - Campionato europeo maschile di pallacanestro Under-20 20171 Okobo, 2 Ona Embo, 3 Bengaber, 5 Poirier, 7 Yetna, 9 Denis, 13 Gombauld, 20 Noua, 24 Hergott, 26 Goudou-Sinha, 32 Vautier, 35 Diawara,        All. Jean-Aimé Toupane
 Francia under 20 - Campionato europeo maschile di pallacanestro Under-20 20181 N'Doye, 10 Woghiren, 12 Rambaut, 13 Bazille, 14 Goulmy, 19 Tchouaffé, 26 Goudou-Sinha, 27 Desseignet, 32 Vautier, 35 Diawara, 77 Février, 96 Blanc,        All. Jean-Aimé Toupane
 Francia under 20 - Campionato europeo maschile di pallacanestro Under-20 20191 Hippolyte, 2 Ruel, 3 Affo Mama, 5 Beyhurst, 6 Choupas, 9 Pons, 13 Bazille, 14 Kayouloud, 22 Kherzane, 24 Briki, 77 Février, 91 Kouyaté,        All. Jean-Aimé Toupane
 Francia under 20 - Campionato europeo maschile di pallacanestro Under-20 20220 Tchicamboud, 1 Bal, 2 Beaufort, 6 Kamardine, 7 Ouedraogo, 10 Eyango, 13 Dessert, 18 Shahrvin, 23 Mienandi, 25 Frisch, 32 Strazel, 93 Kasiama,        All. Frédéric Crapez
 Francia under 20 - Campionato europeo maschile di pallacanestro Under-20 20230 Dufeal, 3 De Sousa, 6 Kamardine, 7 Bal, 10 Doumbia, 20 Leray, 23 Mienandi, 34 Traoré, 42 Raynaud, 43 Sconard, 66 Bolanga, 93 Kasiama,        All. Guillaume Vizade

## Under-19
Rappresenta i migliori giocatori di nazionalità francese di età non superiore ai 19 anni. Partecipa a tutte le manifestazioni internazionali giovanili di pallacanestro per nazioni gestite dalla FIBA.

### Partecipazioni
Mondiale Under-19
- 1995 - 8°
- 2007 -  3°
- 2009 - 8°

- 2017 - 7°
- 2019 -  3°
- 2021 -  2°

- 2023 -  2°

### Formazioni
Francia under 19 - Campionato mondiale maschile di pallacanestro Under-19 19954 Kraidy, 5 Braun, 6 Pons, 7 Gomis, 8 Grétouce, 9 Moïso, 10 Dubos, 11 Masingue, 12 Weis, 13 Laure, 14 Toffin, 15 Zadro,        All. -
 Francia under 19 - Campionato mondiale maschile di pallacanestro Under-19 20074 Begarin, 5 Batum, 6 Diot, 7 M'Baye, 8 Romain, 9 Ajinça, 10 Mangin, 11 Jackson, 12 Etilopy, 13 Tillie, 14 Vaty, 15 Moerman,        All. Richard Billant
 Francia under 19 - Campionato mondiale maschile di pallacanestro Under-19 20094 Bourhis, 5 Dubois, 6 Albicy, 7 Pope, 8 Lacombe, 9 Lang, 10 Tanghe, 11 Sané, 12 Léonard, 13 Ramassamy, 14 Jacques, 15 Buval,        All. Richard Billant
 Francia under 19 - Campionato mondiale maschile di pallacanestro Under-19 20176 Mokoka, 7 Tillie, 8 Tchouaffé, 10 Esso Essis, 11 N'Doye, 12 Rambaut, 23 Woghiren, 26 Goudou-Sinha, 29 Hannequin, 32 Vautier, 35 Diawara, 78 Mendy,        All. Hervé Coudray
 Francia under 19 - Campionato mondiale maschile di pallacanestro Under-19 20191 Choupas, 3 Dimanche, 4 Léopold, 8 Niasse, 9 Robineau, 11 Ayayi, 12 Dossou Yovo, 16 Eyoum, 22 Baptiste, 32 Evtimov, 39 Makoundou, 90 Bourhis,        All. Frédéric Crapez
 Francia under 19 - Campionato mondiale maschile di pallacanestro Under-19 20210 Tchicamboud, 3 Demahis-Ballou, 7 Ouedraogo, 10 Eyango, 13 Dessert, 22 Marsillon Noleo, 25 Frisch, 30 Strazel, 32 Wembanyama, 34 Traoré, 35 Ugolin, 77 Lesmond,        All. Frédéric Crapez
 Francia under 19 - Campionato mondiale maschile di pallacanestro Under-19 20230 Fischer, 2 Hoeltzel, 7 Parmentelot, 8 Ajinça, 10 Risacher, 18 Correa, 19 Le Meut, 20 Sarr, 21 Bouzidi, 25 Perrin, 65 Dzellat-Diakeno, 93 Penda,        All. Lamine Kébé

## Under-18
Rappresenta i migliori giocatori di nazionalità francese di età non superiore ai 18 anni. Partecipa a tutte le manifestazioni internazionali giovanili di pallacanestro per nazioni gestite dalla FIBA.
Nel corso degli anni questa selezione ha subito alcuni cambiamenti nel nome, dovuti agli adeguamenti nelle normative della FIBA in fatto di classificazione delle categorie giovanili.
Agli inizi la denominazione originaria era Nazionale Cadetti, in quanto la FIBA classificava le fasce di età dai 16 ai 18 anni con la denominazione "cadetti". Dal 2000, la FIBA ha modificato il tutto, equiparando sotto la dicitura under 18, sia denominazione che fasce di età. Da allora la selezione ha preso il nome attuale.

### Partecipazioni
FIBA EuroBasket Under-18
- 1964 -  2°
- 1966 - 7°
- 1972 - 6°
- 1974 - 8°
- 1978 - 9°

- 1980 - 12°
- 1982 - 10°
- 1986 - 10°
- 1990 - 7°
- 1992 -  1°

- 1994 - 5°
- 1996 -  2°
- 1998 - 10°
- 2000 -  1°
- 2002 - 7°

- 2004 -  3°
- 2005 - 6°
- 2006 -  1°
- 2007 - 6°
- 2008 - 4°

- 2009 -  2°
- 2010 - 7°
- 2011 - 7°
- 2012 - 13°
- 2013 - 7°

- 2014 - 9°
- 2015 - 6°
- 2016 -  1°
- 2017 - 6°
- 2018 -  3°

- 2019 - 5°
- 2022 - 5°

Torneo Albert Schweitzer
- 2006 -  1°

## Under-17
Rappresenta i migliori giocatori di nazionalità francese di età non superiore ai 17 anni. Partecipa a tutte le manifestazioni internazionali giovanili di pallacanestro per nazioni gestite dalla FIBA.

### Partecipazioni
Mondiali Under-17
- 2012 - 10°
- 2014 - 8°
- 2016 - 6°

- 2018 -  2°
- 2022 -  3°

## Under-16
Rappresenta i migliori giocatori di nazionalità francese di età non superiore ai 16 anni. Partecipa a tutte le manifestazioni internazionali giovanili di pallacanestro per nazioni gestite dalla FIBA.
Nel corso degli anni questa selezione ha subito alcuni cambiamenti nel nome, dovuti agli adeguamenti nelle normative della FIBA in fatto di classificazione delle categorie giovanili.
Agli inizi la denominazione originaria era Nazionale Allievi, in quanto la FIBA classificava le fasce di età dai 16 ai 18 anni con la denominazione "allievi". Dal 2000, la FIBA ha modificato il tutto, equiparando sotto la dicitura under 18, sia denominazione che fasce di età. Da allora la selezione ha preso il nome attuale.

### Partecipazioni
FIBA EuroBasket Under-16
- 1971 - 7°
- 1973 - 7°
- 1975 - 15°
- 1977 - 6°
- 1981 - 10°

- 1983 - 7°
- 1985 - 12°
- 1987 - 5°
- 1989 - 8°
- 1993 - 7°

- 1995 - 6°
- 1997 - 4°
- 1999 - 4°
- 2001 - 5°
- 2003 - 5°

- 2004 -  1°
- 2005 -  2°
- 2006 - 5°
- 2007 - 6°
- 2008 - 4°

- 2009 - 7°
- 2010 - 6°
- 2011 - 4°
- 2012 -  2°
- 2013 - 5°

- 2014 -  1°
- 2015 - 5°
- 2016 - 6°
- 2017 -  1°
- 2018 - 4°

- 2019 -  2°
- 2022 -  3°
- 2023 -  3°